# Nerea Pena
Nerea Pena Abaurrea (Pamplona, 13 de diciembre de 1989) es una jugadora de balonmano profesional española que jugaba de lateral derecho en el Vipers Kristiansand.
Es internacional absoluta con la selección española de balonmano, con la que consiguió la medalla de bronce en el Campeonato Mundial de Balonmano Femenino de 2011 disputado en Brasil y la medalla de plata en el Europeo de Hungría y Croacia 2014.

## Clubes
| Club                | País      | Año          |
| ------------------- | --------- | ------------ |
| S. D. Itxako        | España    | 2008 - 2012  |
| Ferencvárosi TC     | Hungría   | 2012 - 2019  |
| Siófok KC           | Hungría   | 2019 - 2020  |
| Team Esbjerg        | Dinamarca | 2020 - 2021  |
| Vipers Kristiansand | Noruega   | 2021 - 2023. |

## Selección nacional
Ha sido internacional con la Selección femenina de balonmano de España en 91 ocasiones, habiendo anotado un total de 277 goles. Fue convocada por primera vez por Jorge Dueñas, debutando el 16 de octubre de 2008 en  (Holanda).
En 2009 participó en el Campeonato Mundial Femenino de Balonmano de 2009 disputado en China. En la primera fase fueron primeras de grupo venciendo todos sus encuentros. En la siguiente ronda empataron ante Hungría, ganaron a Rumanía y fueron derrotadas por Noruega. Pasaron como segundas de grupo tras Noruega, y se enfrentaron en las semifinales ante Francia que las venció por 27-23. En la lucha por el bronce se volvieron a enfrentar a Noruega y fueron derrotadas por 26-31.
En el Campeonato Europeo de Balonmano Femenino de 2010 comenzaron perdiendo ante Rumanía. Después ganaron a Serbia, pero volvieron a perder, esta vez ante Dinamarca, terminando la primera fase como terceras de grupo. En la segunda fase consiguieron ganar a Rusia, pero perdieron los otros dos partidos, siendo eliminadas y terminando finalmente undécimas.
En 2011 fue convocada para disputar el Campeonato Mundial Femenino de Balonmano de 2011 celebrado en Brasil. En la fase de grupos fueron segundas tras el equipo nacional de Rusia, que ganó todos sus partidos. En la siguiente fase vencieron a Montenegro por 23-19, y en los cuartos de final a Brasil por 27-26. Sin embargo, en las semifinales se enfrentaron a la futura campeona, Noruega, contra la que fueron derrotadas por 30-22. En la lucha por la medalla de bronce se enfrentaron a Dinamarca, y vencieron por 18-24.
Se perdió los Juegos Olímpicos de Londres 2012 (donde las guerreras se llevaron un histórico bronce) debido a su grave lesión de rodilla que sufrió durante la temporada, en febrero.
Reapareció en el Campeonato Europeo de Balonmano Femenino de 2012 celebrado a finales de año en Serbia, donde consiguieron pasar a la segunda liguilla, aunque en ella fueron últimas, donde se notó la ausencia de Macarena que se lesionó en un partido de la primera ronda.
De nuevo fue convocada para el Campeonato Mundial de Balonmano Femenino de 2013 celebrado también en Serbia, donde defendían el tercer puesto de Brasil 2011. Pasaron la primera fase sin muchos problemas, tras ganar a Polonia, Argentina, Paraguay y Angola y tan solo perder ante la potente Noruega. Sin embargo, en octavos de final volvieron a caer eliminadas otra vez ante Hungría (que ya les ganó en el Europeo pasado) por 28-21, cerrando así el campeonato en una discreta décima posición.
En 2014 es convocada al Campeonato Europeo de Balonmano Femenino de 2014 disputado conjuntamente en Hungría Y Croacia. Superaron la primera fase con pleno de victorias y puntos tras vencer a Polonia, Rusia y Hungría. Sin embargo en la Maind Round perdieron sus dos primeros partidos ante Noruega y Rumanía. Finalmente en el decisivo y último partido, lograron una impresionante victoria ante Dinamarca por 29-22 para pasar por segunda vez en su historia a unas semifinales de un Europeo. En las semifinales se vengaron de su derrota ante Montenegro en los JJOO ganando por un vibrante 19-18, pasando a su segunda final de un Europeo. En la final se volvieron a cruzar contra Noruega perdiendo por 28-25 y acabando finalmente con una gran medalla de plata. En el plano individual Nerea, volvió a ser la de siempre, siendo clave en la plata, con 8 partidos jugados y un total de 38 goles, siendo una de las que más en el Campeonato y la segunda de España tras Carmen Martín.
De nuevo, en 2015 es llamada para disputar el Campeonato Mundial de Balonmano Femenino de 2015 en Dinamarca. En la fase de grupos, comienzan ganando a Kazajistán, aunque luego pierden 28-26 ante la potente Rusia. Pese a esa derrota, se rehacen, y luego consiguen ganar cómodamente a Rumanía por 26-18 y golear a la débil Puerto Rico por 39-13. Finalmente, en el último partido de la liguilla de grupos caen ante Noruega por 26-29, acabando terceras de grupo y teniendo un complicado cruce en octavos de final ante Francia. Durante la fase de grupos, fue elegida MVP y máxima goleadora (9) ante Noruega y también máxima goleadora ante Rumanía. Finalmente, en octavos fueron eliminadas por las francesas tras un penalti muy dudoso con el tiempo cumplido (22-21). No obstante, el arbitraje fue muy cuestionado por diversas exclusiones dudosas para las españolas, y por una roja directa también muy dudosa a Carmen Martín. Ante esta situación, las guerreras fueron eliminadas en octavos (al igual que el último Mundial), siendo duodécimas. En el aspecto individual, Pena fue la mejor del campeonato por parte de las españolas, ya que jugó los seis partidos y anotó 31 goles, siendo la máxima anotadora.   